# Marie Stéphanie Adjonj
 (juillet 2024).
 (juillet 2024).
Marie Stéphanie Adjonj est une actrice, comédienne et cinéaste camerounaise,.

## Biographie

### Enfance et éducation
Marie Stéphanie Adjonj est originaire du département du Haut Nyong dans la région de l'Est du Cameroun. Elle fait ses études secondaires au collège ISDIG à Mballa II dans la ville de Yaoundé. Elle suit plus tard une formation en esthétique,.

### Carrière
De 2014 à 2021 elle joue dans plusieurs productions. En 2014, elle joue dans Larme du crime de Francis Tene aux côtés d'Axel Abessolo et de Marie-Agnès Ayonga et dans la série Notre mouton bien aimé avec Charles Afanda dans laquelle elle incarne le rôle de Kim. En 2015, elle se prête au jeu dans le court-métrage Monsieur l'abbé, Sweet dance dans le rôle de Nina et dans Auto-Reverse de Ghislain Fotso avec Alain Bomo Bomo dans le rôle d'Eliane. 2017, on la retrouve dans la série Manipulations fatales et Cauchemar vivant tous de Blaise Ntedju. En 2018, c'est dans Hallucinée de Gabriel Mateg en compagnie de Roger Brice Sobgo et Solange Kamdem suivi de Rancœur dans lequel elle interprète le rôle de Mme Tetang. En 2021, elle se montre à l'écran dans Illusion de Michel Pouamo aux côtés de Sandrine Ziba et de Gabriel Hervé Gwet et Science dans la cité en compagnie de Tapiam Bede et d'Emy Dany Bassong. Dans la foulée, elle joue dans Le colis 1, Ex-Silence, Papa à tout prix et Ami de Dieu ami du Diable de Parfait Zambo; Mes papiers de Jean- Marie Nnengue Ottou; Orly de Francis Téné-K . Elle fait la doublure de l’actrice Mouna Ndiaye dans L’œil du cyclone du burkinabé Sékou Traoré, film qui est primé Écran du meilleur film africain à la 19e édition du Festival Écrans noirs,,,,.
Le film Illusion est nommé à deux compétitons internationales, le Festival du film panafricain et la 5è édition du Festival International du Film d’Afrique Centrale.
En 2024, elle lance la première édition du festival Black Queen Attitude initiative qui prône la non dépigmentation de la peau.

## Filmographie

### Cinéma
- 2014 : Larme du crime de Francis Tene K.
- 2015 : Monsieur l'abbé de Serge Alain Noa (court métrage)
- 2015 : Sweet Dance de Chantal Youdom : Nina
- 2015 : Auto-Reverse de Ghislain Fotso : Eliane
- 2016 : Les Jouisseurs de Carine Ezembe : la policière
- 2017 : Cauchemar vivant de Blaise Option et Fabrice Takoungang : Ndome
- 2018 : Hallucinée de Gabriel Mateg
- 2018 : Rancœur de Blaise Option (court métrage) : Mme Tetang
- 2021 : Illusion de Michel Pouamo

### Télévision
- 2014 : Notre mouton bien aimé : Kim
- 2017-2018 : Manipulations fatales : Melanie
- 2021 : Science dans la cité : Kinta

## Nominations
2021: Festival du film panafricain
2021: Festival du film panafricain catégorie spécifique du « dikalo awards »
2021: 5è édition du Festival International du Film d’Afrique Centrale 